# 比利亚雷亚尔德韦尔瓦
比利亚雷亚尔德韦尔瓦，是西班牙阿拉贡自治区萨拉戈萨省的一个市镇。 总面积27平方公里，总人口178人（2001年），人口密度7人/平方公里。